# Anders de Wahl
Anders de Wahl (Stoccolma, 1869 – 1956) è stato un attore teatrale svedese.
Dopo l'esordio nel 1891 recitò al Vasateatern nel 1895, allo Svenska Teatern dal 1898 al 1907 e al Kungliga Dramatiska Teatern di Stoccolma dal 1908 in poi (anche se per un breve periodo tornò allo Svenska Teatern).
Ritiratosi nel 1953, interpretò anche tre film.